# Palatul Constantin Mihail
Palatul Jean Mihail este un monument istoric aflat pe teritoriul municipiului Craiova, construit în 1900 - 1907 în stil neogotic, după planurile arhitectului francez Paul Gottereau, pentru latifundiarul Constantin Dinu Mihail (1837-1908), inaugurat în 1909 de fiul său, omul de afaceri Jean Mihail. 
Cu ocazia trecerii lor prin Craiova, Palatul Jean Mihail i-a găzduit pe Regii Carol I și Ferdinand, pe mareșalul polonez Eduard Smigli-Rydz și pe fostul președinte al Poloniei, Ignacy Moscicki. În timpul războiului a devenit sediul Comandaturii germane pentru Oltenia, iar după război al Comandamentului sovietic, unde a avut loc și întâlnirea dintre Iosif Broz Tito și Gheorghe Dimitrov.
În august 1954, în Palatul Jean Mihail a fost inaugurat Muzeul de Artă, fondul de bază al acestuia fiind constituit din Pinacoteca “Alexandru și Aristia Aman”, care cuprinde tablouri din școlile olandeză, flamandă, italiană și franceză, în general lucrări din secolul al XVII-lea, pictură de Theodor Aman și lucrări de grafică și artă decorativă românească și străină, la care s-au adăugat, de-a lungul timpului, achiziții și donații.
În prezent, clădirea adăpostește Muzeul de Artă din Craiova.

## Galerie

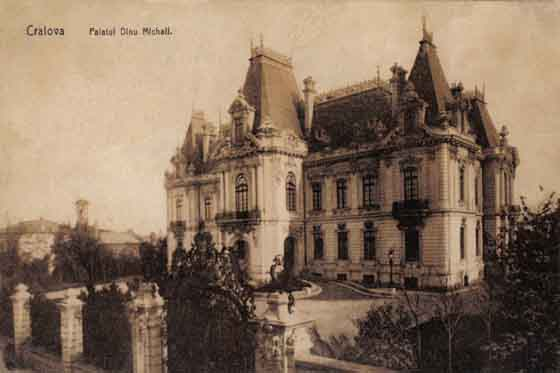
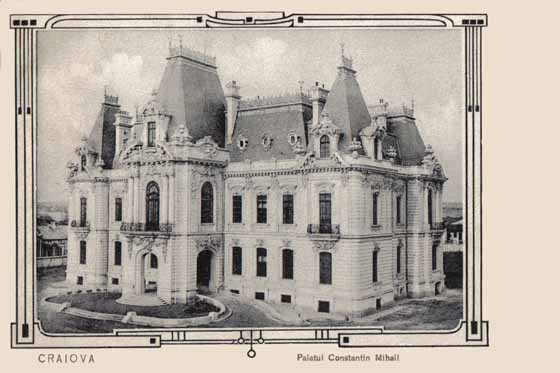
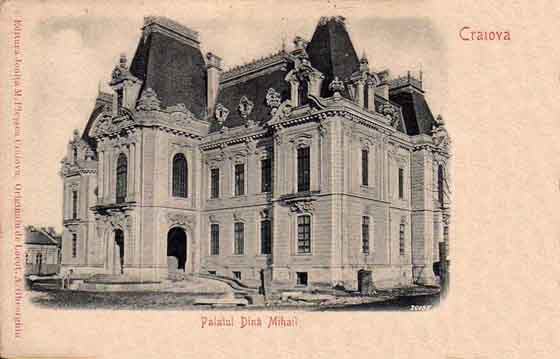
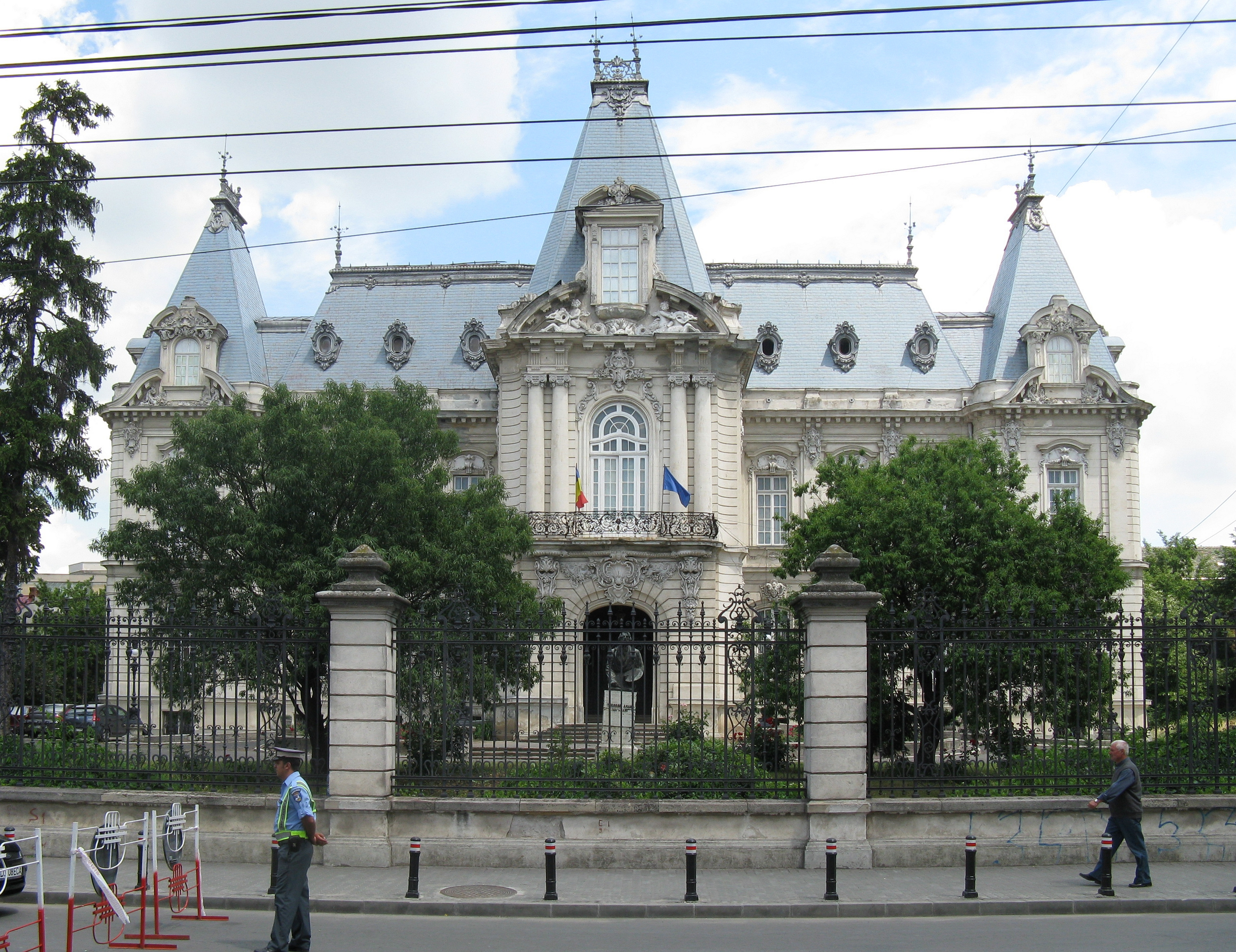